# Tornei di tennis femminili nel 1881
Prima della nascita del WTA Tour, ossia l'apertura alle tenniste professioniste dei tornei che prima di quell'anno erano riservati alle tenniste dilettanti, tutti gli eventi più importanti erano amatoriali, tra questi c'erano i tornei del Grande Slam: il Torneo di Wimbledon e gli U.S. National Championships.

## Gennaio
Nessun evento

## Febbraio
Nessun evento

## Marzo
| Settimana | Torneo                                                                     | Vincitore            | Finalista        | Semifinalisti | Eliminati ai quarti |
| --------- | -------------------------------------------------------------------------- | -------------------- | ---------------- | ------------- | ------------------- |
| 23 aprile | Covered Court Tournament 1881 Cheltenham, Gran Bretagna Singolare - Doppio | Miss Bradley 6-0 7-5 | Florence Mardall |               |                     |
| 23 aprile | Covered Court Tournament 1881 Cheltenham, Gran Bretagna Singolare - Doppio |                      |                  |               |                     |

## Aprile
Nessun evento

## Maggio
| Settimana | Torneo                                                       | Vincitore                                                      | Finalista                  | Semifinalisti | Eliminati ai quarti |
| --------- | ------------------------------------------------------------ | -------------------------------------------------------------- | -------------------------- | ------------- | ------------------- |
| Primavera | Irish Championships 1881 Dublino, Irlanda Singolare - Doppio |                                                                |                            |               |                     |
| Primavera | Irish Championships 1881 Dublino, Irlanda Singolare - Doppio |                                                                |                            |               |                     |
| Primavera | Irish Championships 1881 Dublino, Irlanda Singolare - Doppio | Doppio misto: Miss Abercrombie William Renshaw 6-3 5-7 6-2 6-3 | Miss Costello Spencer Maul |               |                     |

## Giugno
| Settimana | Torneo                                                                    | Vincitore           | Finalista    | Semifinalisti | Eliminati ai quarti |
| --------- | ------------------------------------------------------------------------- | ------------------- | ------------ | ------------- | ------------------- |
| 5 giugno  | West of England Championships 1881 Bath, Gran Bretagna Singolare - Doppio | Grace Gibbs 6-0 7-5 | Annie Layard |               |                     |
| 5 giugno  | West of England Championships 1881 Bath, Gran Bretagna Singolare - Doppio |                     |              |               |                     |

## Luglio
| Settimana | Torneo                                                                                         | Vincitore                                    | Finalista                 | Semifinalisti | Eliminati ai quarti |
| --------- | ---------------------------------------------------------------------------------------------- | -------------------------------------------- | ------------------------- | ------------- | ------------------- |
| 16 luglio | Staffordshire Lawn Tennis Club Tournament 1881 Staffordshire, Gran Bretagna Singolare - Doppio | Rose Collier 6-0 6-5                         | M Blencowe                |               |                     |
| 16 luglio | Staffordshire Lawn Tennis Club Tournament 1881 Staffordshire, Gran Bretagna Singolare - Doppio |                                              |                           |               |                     |
| 16 luglio | Staffordshire Lawn Tennis Club Tournament 1881 Staffordshire, Gran Bretagna Singolare - Doppio | Doppio misto: A. Blencowe M Blencowe 6-1 6-3 | A Denton Mrs Peters-Smith |               |                     |
| 23 luglio | Torneo di Edgbaston 1881 Edgbaston, Gran Bretagna Singolare - Doppio                           | Maud Watson                                  | Lillian Watson            |               |                     |
| 23 luglio | Torneo di Edgbaston 1881 Edgbaston, Gran Bretagna Singolare - Doppio                           | Lillian Watson Maud Watson                   | K Cartland L. Hutton      |               |                     |
| 30 luglio | London Athletic Club Championships 1881 Londra, Gran Bretagna Singolare - Doppio               | M Raikes 5-0 5-2                             | M Raikes                  |               |                     |
| 30 luglio | London Athletic Club Championships 1881 Londra, Gran Bretagna Singolare - Doppio               |                                              |                           |               |                     |
| 30 luglio | London Athletic Club Championships 1881 Londra, Gran Bretagna Singolare - Doppio               |                                              |                           |               |                     |

## Agosto
| Settimana                                  | Torneo                                                                 | Vincitore                                    | Finalista                      | Semifinalisti | Eliminati ai quarti |
| ------------------------------------------ | ---------------------------------------------------------------------- | -------------------------------------------- | ------------------------------ | ------------- | ------------------- |
|                                            | Torneo di Darlington 1881 Darlington, Gran Bretagna Singolare - Doppio | Ethel Surtees 3-6 6-3 6-1                    | Alice Cheese                   |               |                     |
|                                            | Torneo di Darlington 1881 Darlington, Gran Bretagna Singolare - Doppio |                                              |                                |               |                     |
| Doppio misto: Alice Cheese JB Dale 9-7 6-3 | Torneo di Darlington 1881 Darlington, Gran Bretagna Singolare - Doppio | W Fenwick Mr PC Fenwick                      |                                |               |                     |
| 4 agosto                                   | Torneo di Chichester 1881 Chichester, Gran Bretagna Singolare - Doppio | Grace Gibbs                                  | Marian Smith                   |               |                     |
| 4 agosto                                   | Torneo di Chichester 1881 Chichester, Gran Bretagna Singolare - Doppio |                                              |                                |               |                     |
| 4 agosto                                   | Torneo di Chichester 1881 Chichester, Gran Bretagna Singolare - Doppio |                                              |                                |               |                     |
| 6 agosto                                   | Torneo di Exmouth 1881 Exmouth, Gran Bretagna Singolare - Doppio       | Lilian Cole 6-0 6-0                          | E Belfield                     |               |                     |
| 6 agosto                                   | Torneo di Exmouth 1881 Exmouth, Gran Bretagna Singolare - Doppio       |                                              |                                |               |                     |
| 8 agosto                                   | Torneo di Waterloo 1881 Liverpool, Gran Bretagna Singolare - Doppio    | K. Rayner 6-2 3-6 7-5                        | L. Cheetham                    |               |                     |
| 8 agosto                                   | Torneo di Waterloo 1881 Liverpool, Gran Bretagna Singolare - Doppio    | A. Barry F. Helder 6-2 3-6 6-1               | Miss Jardine Miss Jones        |               |                     |
| 8 agosto                                   | Torneo di Waterloo 1881 Liverpool, Gran Bretagna Singolare - Doppio    | Doppio misto: K. Rayner J.F. Carde 6-1 12-10 | Alice Bagnall-Wild E. Bucknell |               |                     |

## Settembre
| Settimana    | Torneo                                                                                       | Vincitore                               | Finalista           | Semifinalisti | Eliminati ai quarti |
| ------------ | -------------------------------------------------------------------------------------------- | --------------------------------------- | ------------------- | ------------- | ------------------- |
| 17 settembre | Torneo di Saint Leonards-on-Sea 1881 Saint Leonards-on-Sea, Gran Bretagna Singolare - Doppio | Miss Langley 4-6 6-2 6-3                | Constance Smith     |               |                     |
| 17 settembre | Torneo di Saint Leonards-on-Sea 1881 Saint Leonards-on-Sea, Gran Bretagna Singolare - Doppio |                                         |                     |               |                     |
| 17 settembre | Torneo di Saint Leonards-on-Sea 1881 Saint Leonards-on-Sea, Gran Bretagna Singolare - Doppio |                                         |                     |               |                     |
| 24 settembre | Torneo di Cheltenham 1881 Cheltenham, Gran Bretagna Singolare - Doppio                       | Grace Gibbs 6-4 6-4                     | Miss Perry          |               |                     |
| 24 settembre | Torneo di Cheltenham 1881 Cheltenham, Gran Bretagna Singolare - Doppio                       | Mrs Hill Miss Ramsay 6-1 6-3            | Mrs Dark Miss Jones |               |                     |
| 24 settembre | Torneo di Cheltenham 1881 Cheltenham, Gran Bretagna Singolare - Doppio                       | Doppio misto non completato per pioggia |                     |               |                     |

## Ottobre
| Settimana  | Torneo                                                                               | Vincitore                                    | Finalista                      | Semifinalisti | Eliminati ai quarti |
| ---------- | ------------------------------------------------------------------------------------ | -------------------------------------------- | ------------------------------ | ------------- | ------------------- |
| 1º ottobre | Sussex Championships 1881 Brighton, Gran Bretagna Singolare - Doppio                 | Edith Coleridge 6-5 6-2                      | Leila Lodwick                  |               |                     |
| 1º ottobre | Sussex Championships 1881 Brighton, Gran Bretagna Singolare - Doppio                 | Miss Maltby E. Munt 6-2 6-2                  | Miss Saint-Clair M. Walker     |               |                     |
| 1º ottobre | Sussex Championships 1881 Brighton, Gran Bretagna Singolare - Doppio                 | Doppio misto: E. Munt H.B. Thornhill 6-3 6-1 | Leila Lodwick Orlando R. Coote |               |                     |
| 8 ottobre  | Brighton Lawn Tennis Club Tournament 1881 Brighton, Gran Bretagna Singolare - Doppio | Edith Colerdige 6-5, 4-6, 6-2                | E. Adshead                     |               |                     |
| 8 ottobre  | Brighton Lawn Tennis Club Tournament 1881 Brighton, Gran Bretagna Singolare - Doppio |                                              |                                |               |                     |
| 8 ottobre  | Brighton Lawn Tennis Club Tournament 1881 Brighton, Gran Bretagna Singolare - Doppio |                                              |                                |               |                     |

## Novembre
Nessun evento

## Dicembre
Nessun evento

## Senza data
| Settimana | Torneo                                                                       | Vincitore                         | Finalista                          | Semifinalisti | Eliminati ai quarti |
| --------- | ---------------------------------------------------------------------------- | --------------------------------- | ---------------------------------- | ------------- | ------------------- |
| Primavera | Devonshire Park Tournament 1881 Eastbourne, Gran Bretagna Singolare - Doppio | Agnes Watts 2 set a 0             | E Hudson                           |               |                     |
| Primavera | Devonshire Park Tournament 1881 Eastbourne, Gran Bretagna Singolare - Doppio |                                   |                                    |               |                     |
| Primavera | Devonshire Park Tournament 1881 Eastbourne, Gran Bretagna Singolare - Doppio | Agnes Watts Sidney Noon 2 set a 0 | E Hudson ER Hudson                 |               |                     |
| Primavera | Torneo di Waterford 1881 Waterford, Gran Bretagna Singolare - Doppio         | May Langrishe 6-2 6-1             | Adela Langrishe                    |               |                     |
| Primavera | Torneo di Waterford 1881 Waterford, Gran Bretagna Singolare - Doppio         |                                   |                                    |               |                     |
| Primavera | Torneo di Waterford 1881 Waterford, Gran Bretagna Singolare - Doppio         | Miss Knox R Knox 6-5 6-0          | Beatrice Langrishe William Renshaw |               |                     |